# Universidade Cheikh Anta Diop
Universidade Cheikh Anta Diop (em francês:  Université Cheikh Anta Diop ou UCAD), também conhecida como Universidade Cheikh Anta Diop de Dacar, é uma universidade em Dacar, Senegal. Tem o nome do físico, historiador e antropólogo senegalês Cheikh Anta Diop e tem mais de 60 000 matrículas.

## História
A Universidade Cheikh Anta Diop é anterior à independência do Senegal e cresceu a partir de várias instituições francesas criadas pela administração colonial. Em 1918, os franceses criaram a "école africaine de médecine" (escola de medicina africana), principalmente para servir estudantes brancos e Métis, mas também aberta à pequena elite educada das quatro cidades livres do Senegal com cidadania francesa nominal. Em 1936, sob o governo da Frente Popular [en] na França, Dacar tornou-se sede do Instituto Fundamental da África Negra (IFAN), um instituto para o estudo da cultura africana.
Na década de 1950, com a descolonização já iminente, a administração francesa expandiu estas escolas, acrescentou faculdades de ciências e combinou as escolas no "Institut des Hautes Etudes de Dakar". Em 1957, um novo campus foi construído como a 18ª Universidade Pública Francesa, anexa à Universidade de Paris e à Universidade de Bordéus. Esta tornou a Universidade de Dacar a maior e mais prestigiada universidade da África Ocidental Francesa. Em 1987, seu nome foi alterado para homenagear o filósofo e antropólogo senegalês, Cheikh Anta Diop.

### Crescimento de matrículas
Na independência, em 1960, haviam 1 108 alunos, apenas 39% senegaleses, a maior parte restante proveniente de outras ex-colônias francesas. Em 1976, esse número cresceu para 8 014.
Na década de 1970, uma época de crise financeira estatal, o financiamento para o ensino superior foi cortado e as agências internacionais intervieram na década seguinte. A maior parte deste financiamento, porém, foi destinada a satisfazer as necessidades das escolas primárias. Nas décadas de 1990 e 2000, houve uma enorme expansão dos ensinos primário e secundário senegaleses, grande parte dela financiada através de projetos internacionais. Em 1984, cerca de 50% das crianças senegalesas receberam educação primária e em 2004 mais de 90% o fizeram.
Em meados da década de 1980, cerca de 20% do financiamento do Banco Mundial para a educação senegalesa foi para o ensino superior, mas este número caiu para 7% em meados da década de 1990. Com estes projetos vieram severas restrições do Banco Mundial, reduzindo drasticamente o financiamento interno disponível para programas universitários. Como os alunos que se beneficiaram do período do ensino primário e secundário, a Universidade Cheikh Anta Diop teve seus recursos, então já escassos, ainda mais esgotados. Nove mil estudantes senegaleses obtiveram um diploma de bacharelado em 2000, enquanto o número total de matrículas ultrapassou os 40 mil, num campus construído com apenas 5 mil dormitórios.

Apesar destas pressões, a Universidade Cheikh Anta Diop mantém a reputação de ser uma das instituições mais prestigiadas de África. A maior parte da geração de líderes senegaleses pós-independência são graduados na universidade e os seus ex-alunos lecionam em universidades de todo o mundo.

## Acadêmicos
O sistema educativo segue o padrão francês, com exames finais orais e/ou escritos aplicados no final do ano. Todos os cursos da universidade são ministrados em francês, exceto aqueles em departamentos de línguas diferentes do francês.

### Escolas e institutos
A UCAD oferece cursos de humanidades, ciências, engenharia, medicina, finanças, contabilidade e direito.

A Faculdade de Medicina inclui departamentos de Farmácia, Pesquisa e Cirurgia. A universidade também abrange o Instituto de Ciências do Meio Ambiente e o Instituto de Ciências da Terra.

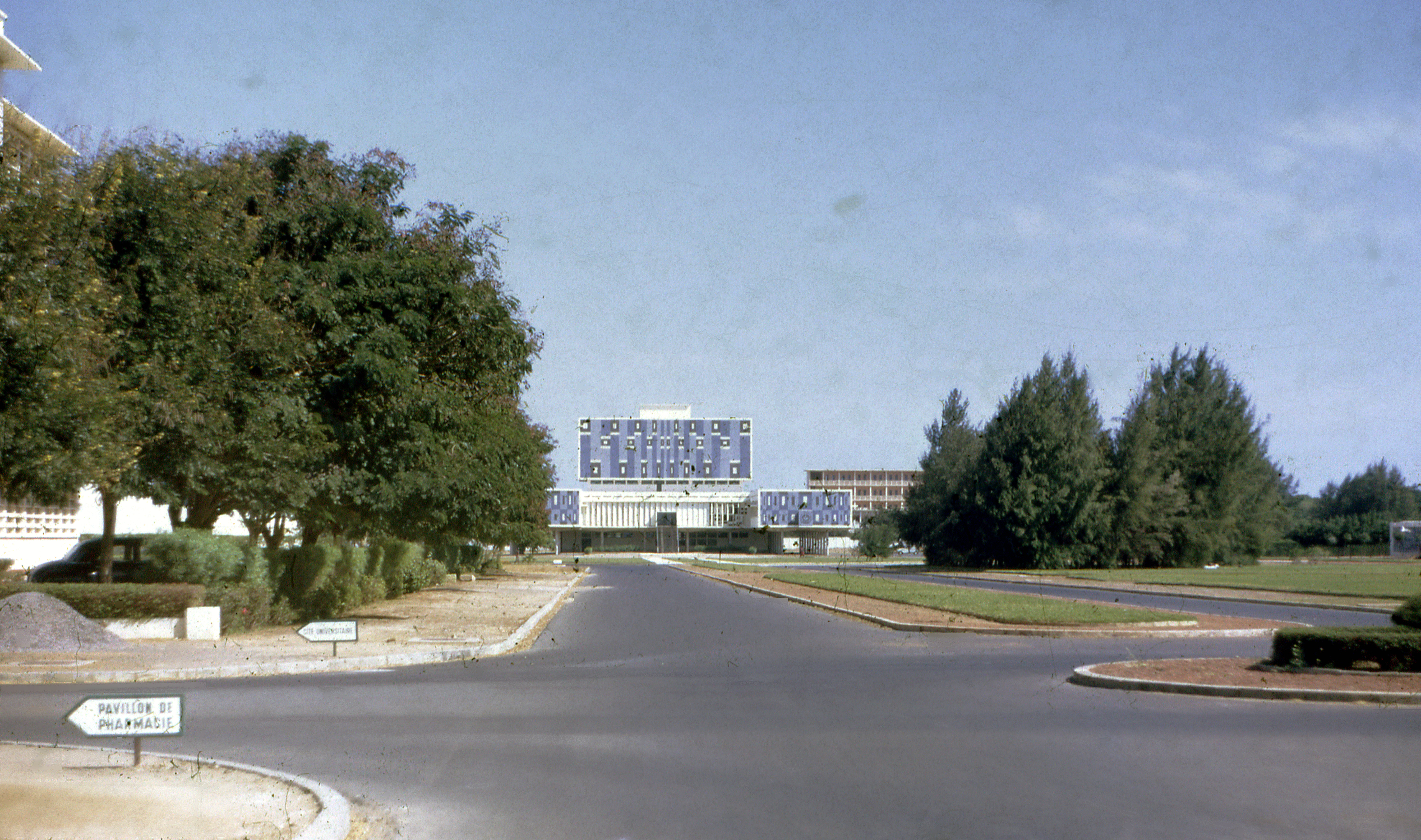
Campus da Universidade Cheikh Anta Diop, 1967. No centro o edifício original da biblioteca

O Institut Fondamental d'Afrique Noire (IFAN), fundado em 1936, continua a ser um dos centros mundiais de Estudos Africanos. O Museu Théodore Monod de Arte Africana, anexo a este, exibe e conserva uma coleção de artes africanas de renome mundial.
O Centro de Linguística Aplicada de Dacar da CADU é o órgão regulador da língua uolofe.
Os estudos de línguas são divididos nas seguintes disciplinas: Filosofia, Sociologia, História, Geografia, Letras, Árabe, Russo, Línguas e Civilizações, Inglês, Espanhol, Português, Italiano, Latim, Alemão e Linguística.
A universidade supervisiona uma escola de idiomas: Institut de Français pour Etrangers (IFE). O IFE é especializado em estudos de língua francesa destinados a estudantes estrangeiros em preparação para cursos regulares ministrados em francês.

### Programas estrangeiros
A UCAD hospeda uma série de programas de estudos estrangeiros no exterior, incluindo aqueles administrados pelo Wells College, pela Universidade de Indiana e pela Universidade de Oregon, dos Estados Unidos, e por várias universidades europeias. Os participantes do programa normalmente fazem um curso obrigatório de uolofe introdutório e um curso de francês (se aplicável) através do IFE, além de cursos universitários regulares ministrados em francês.
Uma divisão da universidade oferece cursos para estudantes estrangeiros em estudos senegaleses e africanos, incluindo literatura africana, história, política, filosofia e sociologia.
A CADU é membro da Federação das Universidades do Mundo Islâmico.

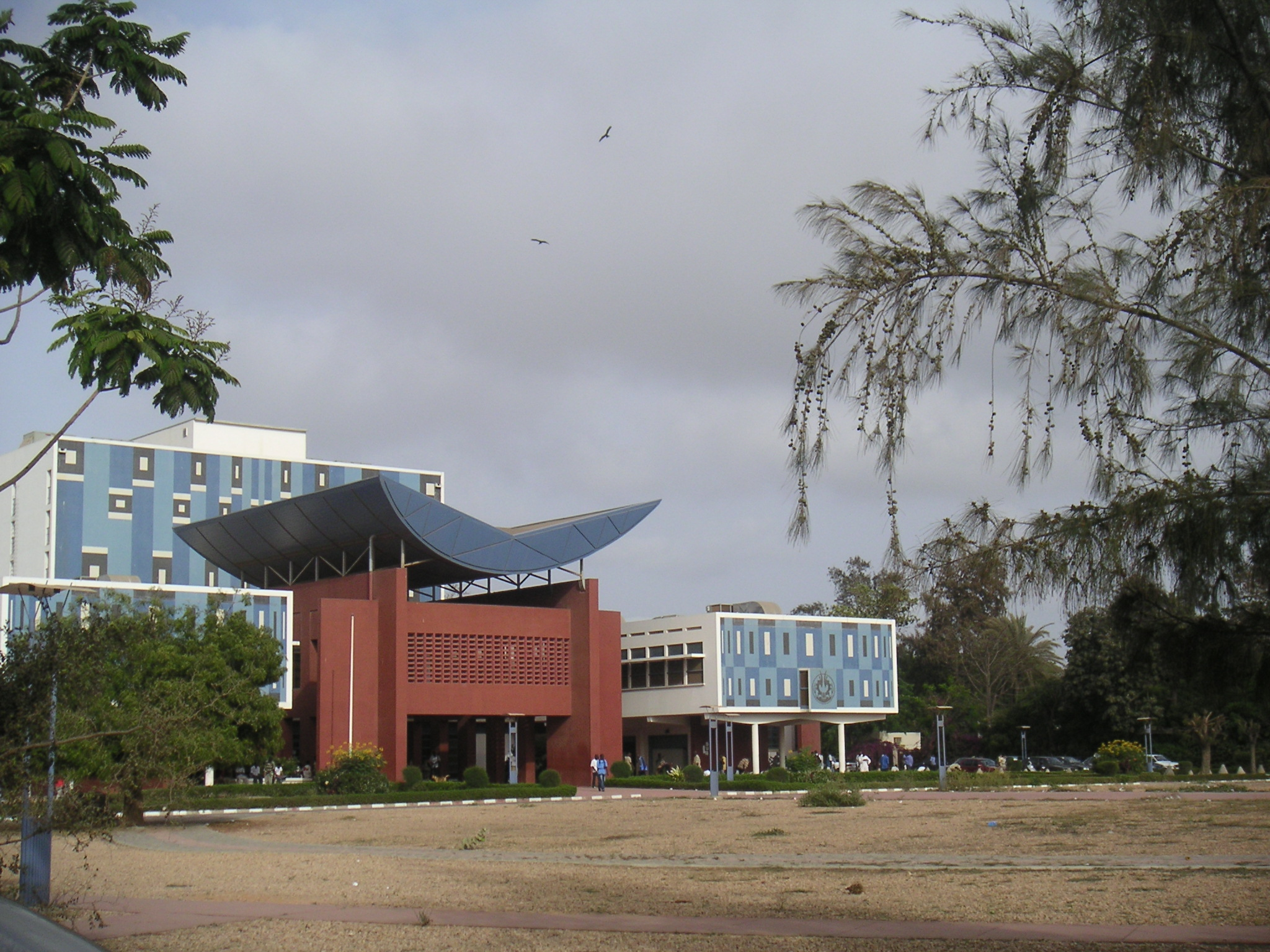
Edifício da biblioteca da Universidade Cheikh Anta Diop, mostrando acréscimos, 2005

## Vida estudantil
A UCAD tem um corpo discente diversificado vindo de muitos países, incluindo Senegal, Chade, Burkina-Faso, Costa do Marfim, França, Togo, Benin, Nigéria, Estados Unidos, Mauritânia, Mali, Marrocos, Ruanda, Camarões, Bélgica e Reino Unido .

Tal como acontece com uma série de outras universidades africanas, a UCAD ocasionalmente sofre greves estudantis em protesto contra políticas governamentais ou universitárias, a mais notável das quais ocorreu durante as eleições presidenciais de 1993.
Com mais de 60 000 estudantes e apenas 5 000 dormitórios, a maioria dos estudantes de fora de Dacar deve procurar outras acomodações. Muitos estudantes vivem na Cité Aline Sitoe Diatta, perto do campus universitário, e aqueles que não podem pagar os aluguéis muitas vezes altos de Dacar costumam dividir quartos.

## Violência
A universidade teve uma série de incidentes notáveis de violência. Uma organização LGBT senegalesa observou em 2016 que dez casos de violência homofóbica de multidões ocorreram na universidade desde 2012. Uma delas, após um motim na universidade, resultou na morte do estudante suspeito de ser gay. O motim ocorreu após uma tentativa de detenção do estudante, que havia buscado refúgio no banco e na segurança da universidade. Separadamente, foram relatadas autoimolações e confrontos entre estudantes e a polícia depois de estudantes exigirem, sem sucesso, bolsas de estudo ou contestarem esquemas de classificação.

## Egressos e professores notáveis

### Professores notáveis
- Souleymane Bachir Diagne, filósofo senegalês, ex-vice-reitor da Faculdade de Humanidades e professor de filosofia.
- Souleymane Mboup, microbiologista, líder da equipe que descobriu o HIV-2, e dirige o Laboratório de Bacteriologia-Virologia do Hospital le Dantec.[11]
- Khady Sylla, romancista senegalês
- Louis-Vincent Thomas, sociólogo, antropólogo, etnólogo francês, ex-professor.
- Abdoulaye Wade, ex-presidente do Senegal, ex-reitor da faculdade de direito e economia.

### Alunos notáveis
- Simeon Aké, ex-ministro das Relações Exteriores da Costa do Marfim e embaixador da ONU.
- Sokhna Benga, romancista e poeta senegalês
- Emmanuel Bombande, cofundador e diretor executivo da Rede da África Ocidental para a Consolidação da Paz, Presidente do Conselho da Parceria Global para a Prevenção de Conflitos Armados
- Yayi Boni, Presidente do Benim.
- Ousmane Camara, ex-presidente do Supremo Tribunal do Senegal.
- Awa Marie Coll-Seck, ex-Ministra da Saúde do Senegal.
- Mbaye Diagne, oficial do exército senegalês e observador militar das Nações Unidas, responsável por salvar muitas vidas durante o genocídio de Ruanda em 1994.
- Souleymane Bachir Diagne (Filosofia), professor da Universidade de Columbia.
- Cheick Sidi Diarra, Conselheiro Especial das Nações Unidas para África e Alto Representante para os Países Menos Desenvolvidos, Países em Desenvolvimento sem Litoral e Pequenos Estados Insulares em Desenvolvimento (OSAA/OHRLLS).
- Ousmane Tanor Dieng :, Relações Internacionais, Direito; primeiro secretário do Partido Socialista do Senegal, vice-presidente da Internacional Socialista.
- Abdou Diouf, 2º Presidente do Senegal
- Teguest Guerma, Diretor Associado do Departamento de HIV/AIDS, da Organização Mundial da Saúde.
- Ibrahim Boubacar Keita, presidente do Mali
- Souleymane Mboup, microbiologista e líder da equipe que descobriu o HIV-2
- Erin Pizzey, ativista e fundadora do primeiro abrigo contra violência doméstica do mundo.[12]
- Théodore-Adrien Sarr, Arcebispo de Dakar, licenciado em Grego e Latim.
- Soham El Wardini, prefeita de Dakar (primeira mulher a ser prefeita pós-independência)